# Mercedes-AMG F1 W10 EQ Power+
Chronologie des modèles (2019)
Mercedes-AMG F1 W09 EQ Power+ Mercedes-AMG F1 W11 EQ Performance
La Mercedes-AMG F1 W10 EQ Power+ est la monoplace de Formule 1 engagée par Mercedes Grand Prix dans le cadre du championnat du monde de Formule 1 2019. Elle est pilotée par le Britannique Lewis Hamilton et par le Finlandais Valtteri Bottas. Mercedes est cinq fois consécutives championne du monde des constructeurs et Lewis Hamilton est le champion en titre. Conçue par les ingénieurs James Allison, Aldo Costa et Geoff Willis, la W10 EQ Power+ est présentée le 13 février 2019 sur le circuit de Silverstone en Angleterre.

## Création de la monoplace
La W10 est une monoplace à propulsion arrière avec une structure monocoque en polymère renforcé de fibres de carbone. Outre la structure monocoque, de nombreuses autres parties du véhicule, notamment les panneaux de carrosserie et le volant, sont en PRFC. Les disques de frein sont également constitués d'un matériau composite renforcé de fibre de carbone résistant à la chaleur.
La W10 est le modèle successeur de la W09. Elle est propulsée par un moteur V6 PU106A Hybrid Mercedes AMG High Performance Powertrains de 1,6 litre turbocompressé ainsi que par un moteur électrique de 120 kW. La boîte de vitesses séquentielle comporte huit vitesses. Le changement de vitesse est déclenché par les palettes de changement de vitesse au volant. L'embrayage, qui n'est utilisé qu'au démarrage à l'arrêt, est actionné par un levier sur le volant.
La largeur du véhicule est de 2 m, la largeur des essieux avant et arrière est de 1,60 m et la hauteur de 950 mm. L'aileron avant a une largeur de 2 m, l'aileron arrière de 1, 050 m et une hauteur de 820 mm. Le diffuseur a une hauteur totale de 175 mm et une largeur de 1, 050 m. La voiture est équipée de pneus avant de 305 mm de large et de pneus arrière de 405 mm de large montés sur des roues de 13 pouces.
La W10 dispose d'un système de réduction de la traînée activé avec un interrupteur sur le volant de la voiture. Elle est équipée d'un halo.

## Livrée
La W10 est principalement peinte en argent avec une bande cyan sur le côté en raison du sponsor principal, Petronas. Derrière le conducteur, la peinture argentée passe au noir.
Lors du Grand Prix automobile de Monaco, le halo est peint en rouge en hommage à Niki Lauda, mort quelques jours plus tôt.
À l'occasion du 125e anniversaire de la première compétition automobile, au Grand Prix automobile d'Allemagne, l'avant est peint en blanc gratté en référence à l'histoire des Flèches d'Argent.

## Résultats en championnat du monde de Formule 1
| Saison | Écurie                           | Moteur                                              | Pneus   | Pilotes         | Courses | Courses | Courses | Courses | Courses | Courses | Courses | Courses | Courses | Courses | Courses | Courses | Courses | Courses | Courses | Courses | Courses | Courses | Courses | Courses | Courses | Points inscrits | Classement |
| Saison | Écurie                           | Moteur                                              | Pneus   | Pilotes         | 1       | 2       | 3       | 4       | 5       | 6       | 7       | 8       | 9       | 10      | 11      | 12      | 13      | 14      | 15      | 16      | 17      | 18      | 19      | 20      | 21      | Points inscrits | Classement |
| ------ | -------------------------------- | --------------------------------------------------- | ------- | --------------- | ------- | ------- | ------- | ------- | ------- | ------- | ------- | ------- | ------- | ------- | ------- | ------- | ------- | ------- | ------- | ------- | ------- | ------- | ------- | ------- | ------- | --------------- | ---------- |
| 2019   | Mercedes-AMG Petronas Motorsport | Mercedes-AMG V6 turbo hybride F1 M10 EQ Power+ 1.6L | Pirelli |                 | AUS     | BAH     | CHI     | AZE     | ESP     | MON     | CAN     | FRA     | AUT     | GBR     | ALL     | HON     | BEL     | ITA     | SIN     | RUS     | JAP     | MEX     | USA     | BRE     | ABU     | 739             | Champion   |
| 2019   | Mercedes-AMG Petronas Motorsport | Mercedes-AMG V6 turbo hybride F1 M10 EQ Power+ 1.6L | Pirelli | Lewis Hamilton  | 2e      | 1er     | 1er     | 2e      | 1er     | 1er     | 1er     | 1er     | 5e      | 1er     | 9e      | 1er     | 2e      | 3e      | 4e      | 1er     | 3e      | 1er     | 2e      | 7e      | 1er     | 739             | Champion   |
| 2019   | Mercedes-AMG Petronas Motorsport | Mercedes-AMG V6 turbo hybride F1 M10 EQ Power+ 1.6L | Pirelli | Valtteri Bottas | 1er     | 2e      | 2e      | 1er     | 2e      | 3e      | 4e      | 2e      | 3e      | 2e      | Abd.    | 8e      | 3e      | 2e      | 5e      | 2e      | 1er     | 3e      | 1er     | Abd.    | 4e      | 739             | Champion   |

Légende : ici 